# Patu marplesi
Patu marplesi, conocida como araña de musgo de Samoa, es un arácnido perteneciente a la familia Symphytognathidae, que está considerada como la araña más pequeña del mundo.

## Hallazgo y distribución
La araña fue descrita por primera vez por el zoólogo neozelandés Raymond Robert Forster, en el año 1959, y habita únicamente en la parte oeste de Samoa, país ubicado en la Polinesia, al sur del Pacífico.

## Hábitat y características
Esta araña llega a medir únicamente 0,46 milímetros.